# Tourment d'amour
 (novembre 2016).
Si vous disposez d'ouvrages ou d'articles de référence ou si vous connaissez des sites web de qualité traitant du thème abordé ici, merci de compléter l'article en donnant les références utiles à sa vérifiabilité et en les liant à la section « Notes et références ».

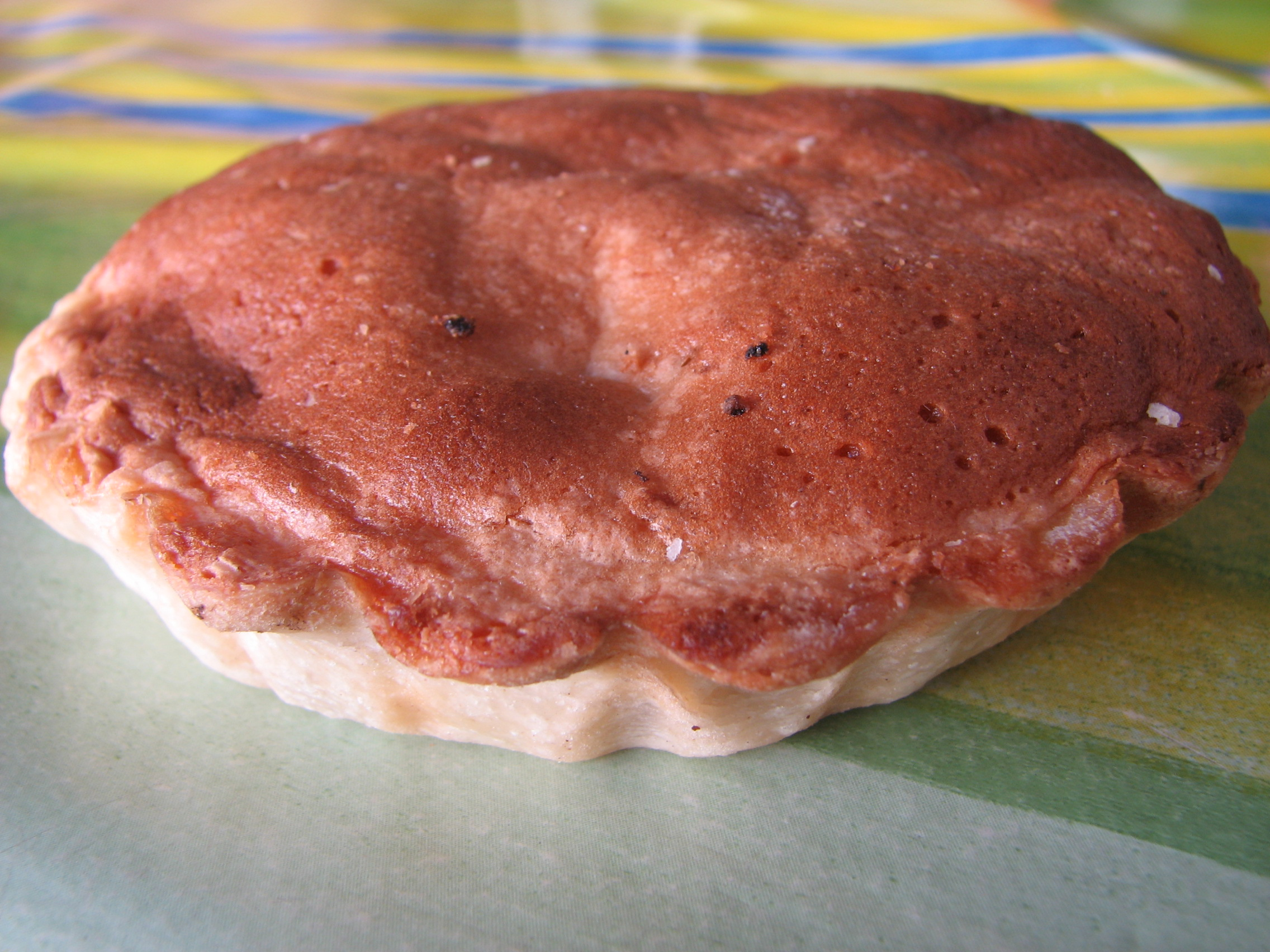
Tourment d'amour.

Le tourment d'amour est un petit gâteau rond et mou, fourré à la noix de coco, originaire des îles des Saintes (Guadeloupe) dont il est la spécialité.

## Origine
Selon la tradition orale, les tourments d'amour étaient préparés par les femmes des marins saintois pour réconforter leurs maris à leur retour de mer, après une rude journée.

## Folklore
Chaque année, pour la fête patronale de Terre-de-Haut (le 15 août), un concours du meilleur et du plus gros tourment d'amour est organisé dans le folklore et la tradition du territoire. Francky Vincent en fit l'éloge dans une de ses compositions musicales, Tourment d'amour (1991).

## Composition
Le tourment d'amour traditionnel est fait d'une pâte brisée, garnie de confiture de noix de coco et recouverte d'une génoise. D'autres garnitures sont parfois substituées à la noix de coco : banane, goyave, mangue, ananas.